# Hacımirzalı
Hacımirzalı ist ein Ortsteil (Mahalle) im Landkreis Kozan der türkischen Provinz Adana mit 1.243 Einwohnern (Stand: Ende 2024). Im Jahr 2011 hatte Hacımirzalı 1.065 Einwohner.